# Kontacto
Kontacto es un caso de corrupción política nacional que inició con el uso de un sistema estructurado por una aplicación digital y el despliegue logístico de cerca de 1500 contratistas de varias entidades públicas, persiguiendo favorecer la elección de figuras cercanas al Partido Liberal Colombiano en varias corporaciones del departamento de Risaralda, a través de la coacción a funcionarios públicos y contratistas. Su funcionamiento estaba basado en un Esquema Piramidal o Ponzi con la pretensión de lograr la renovación de contratos públicos en función del volumen de votantes ingresados a la base de datos administrada desde la alcaldía de Pereira, según la calidad de Mariscal, Lanzador y Receptor. Las evidencias muestran que en el sistema albergaron hasta 55 mil personas circunvecinas del Área Metropolitana, la mayoría de ellos sin autorización y otros con absoluto desconocimiento del mismo, como lo demostró el grupo de informática forense Sueco Qurium en articulación con el medio investigativo Cuestión Pública y con la posterior confirmación de la Fundación Karisma. Este hecho se conoció luego de una denuncia ciudadana en ciernes de las elecciones regionales de 2019, involucrando al exalcalde de Pereira y hoy senador Juan Pablo Gallo, al alcalde Carlos Maya, al exrepresentante a la Cámara Diego Naranjo Escobar, a la empresa GoDaddy, a la Fiscalía General de la Nación, al senador Samy Merheg y al expresidente y líder permanente del Partido Liberal Colombiano César Gaviria Trujillo.   

## Origen de las denuncias
Según informó a Canal 1 (Colombia) el veedor ciudadano Crosthwaite, luego de denunciar un comercial promovido por la esposa de Juan Pablo Gallo en favor del candidato Carlos Maya en un comité de Garantías Electorales, la Fiscalía General de la Nación abrió noticia criminal contra Gallo, ordenando indagaciones a varios testigos por constreñimiento al elector y el abuso de poder del que habrían sido víctimas en medio de su quehacer laboral. De este modo, varios ciudadanos y contratistas fueron exhortados por la entidad a brindar su testimonio, según su consentimiento y pruebas allegadas, en relación con la presión ejercida por el alcalde y funcionarios públicos para direccionar la capacidad laboral y logística del Área Metropolitana a favor de Carlos Maya y de Diego Naranjo Escobar, y que a la fecha solo eran Vox Populi.
A pesar de la variedad de testimonios, fue en medio de un debate electoral organizado por Caracol Radio y W Radio en la ciudad de Pereira, que el profesor y entonces contratista, Luis Carlos Rúa, entregó un audio a la periodista de Caracol Radio Diana Calderón, luego de haberlo aportado a la Fiscalía General a través del estándar legal cadena de custodia, sin que se hubiese proferido sentencia o fallo alguno dentro del contexto del caso. La periodista, previo a publicar al respecto, confirmó, después de llamar al funcionario, la presencia de su voz en la grabación y su consecuente participación indebida en política electoral, publicando así un fragmento donde a su juicio, se hacía evidente la presión electoral del mandatario a subalternos. Por su parte, el Ingeniero Civil Carlos Alfredo Crosthwaite, señaló que este comportamiento, denunciado por él con anterioridad: “se trataba de un modus operandi por cuanto varios contratistas le habían narrado hechos parecidos”, inclusive en la Gobernación. Estos testimonios fueron puestos en conocimiento de la Fiscalía en el marco del mismo proceso.
Luego de la publicación del audio por parte de Caracol Radio, el entonces Procurador General de la Nación Fernando Carrillo, suspendió de su cargo al alcalde Juan Pablo Gallo, lo que desencadenó varios pronunciamientos en contra de Carrillo por parte del expresidente César Gaviria. Aunque Gaviria calificó de arbitraria la suspensión del alcalde, Carrillo no cambió su decisión, y retiró de forma anticipada a Gallo sin derecho a remuneración, además de replicar: "lo arbitrario es presionar al elector y convertirlo en rehén de fuerzas desproporcionadas que desequilibran el terreno electoral". Todos hechos reportados por la prensa colombiana y medios internacionales como El País de España.

## Contexto general
La aplicación usada para el rastreo, captación de votantes y constreñimiento al elector fue desarrollada por el Ingeniero Jhonny Castaño, contratista en 2004 de la filial de la alcaldía de Pereira, Multiservicios, periodo en que Juan Pablo Gallo era su gerente.  Así mismo, desarrolló otros contratos como los suscritos en 2016 cuando Gallo ya era alcalde. Entre ellos figura uno con objetivo: ”Instalación implementación capacitación y producción de un sistema para recolectar información en sitio y en línea” ejecutado mediante la modalidad de mínima cuantía y avaluado en 44 millones de pesos. Un desarrollo con especial similitud a la interfaz de Kontacto, según declaró el medio investigativo Cuestión Pública.
En plataforma Secop, puede confirmarse que Castaño suscribió 6 contratos durante la administración de Gallo, y uno con posterioridad a la elección de Carlos Maya, entre ellos, uno desarrollado durante el 2019 con el objeto de desarrollar Sondeox, una aplicación avaluada en 95 millones de pesos y que consistía en un sistema de recolección manual de estadísticas a través de tablets en territorio. Según la ONG Qurium, era el de mayor similitud tecnológica a Kontacto. Castaño también aparece relacionado en el informe de ingresos y gastos de campaña reportado ante el Consejo Nacional Electoral para 2019 mediante la plataforma "cuentas claras".

## Ingeniería de detalle
La aplicación Kontacto fue desarrollada en el mismo entorno de desarrollo que Sondeox, utilizando el marco de desarrollo WinDev Mobile creado por la sociedad francesa PCSOFT, con el propósito de almacenar, direccionar y rastrear a través del registro de datos y GPS el voto de 55 mil ciudadanos del Área Metropolitana de Pereira, para favorecer candidatos a varias corporaciones en Risaralda. Su distribución tenía lugar a través de grupos de Whatsapp por parte de todos los involucrados, al no estar publicada en Google Play Store, a pesar de tratarse de una aplicación para Android y Computadora. El dominio de la aplicación Web fue registrado en GoDaddy por Castaño el día 7 de mayo de 2019, unos 200 días antes del desarrollo del certamen electoral.

## Controversias
Con base en una declaración extrajuicio que rindió Luis Carlos Rúa al abogado Emerson Jaimes, fue presentada una Acción de Nulidad Electoral, con la cual, en primera instancia, fue suspendida la credencial del sucesor del alcalde de Pereira Carlos Maya en el Tribunal Administrativo de Risaralda. Lo anterior, luego de que el Tribunal incluyera como pruebas los testimonios de varios funcionarios y contratistas de la administración inmediatamente anterior. Allí se encontró probado que funcionarios públicos al interior de varias entidades sí ejercieron funciones electorales con el apremio de sus cargos y jerarquía, entre ellos Gallo, ocasionando un desequilibrio en cuanto a los demás candidatos. A varios de estos funcionarios se les compulsaron copias a entidades de control, mientras que al nuevo alcalde le fue anulada su credencial electoral. Si bien el audio completo estaba en manos de la Fiscalía, nunca fue entregado al Tribunal, aun cuando este lo solicitó en reiteradas ocasiones a la Fiscalía. No obstante, su contenido público permitió establecer que el sistema Kontacto generó un desbalance influyente en la victoria de Carlos Maya y otros candidatos regionales. Sin embargo, el Consejo de Estado, de forma controversial, aseguró que el audio con que se había proferido la decisión no gozaba de cadena de custodia y por lo tanto revocó la decisión de primera Instancia, dejando entrever que el despacho de una alcaldía era un espacio semiprivado y no público. Al respecto, el abogado Iván Cancino, señaló que la decisión era bastante peligrosa al poner talanqueras a la denuncia ciudadana.

## Reinicio de la investigación
La investigación durmió en los anaqueles de la Fiscalía en manos de la Fiscal Marta Lozano durante 4 años hasta la elección de Juan Pablo Gallo como senador, lo que obligó a la Corte Suprema de Justicia a retomar el caso, esta vez en manos del Magistrado Héctor Grannobles, quien ha desarrollado las primeras audiencias al respecto.

## Amenazas de muerte al denunciante
Según informó el medio radial Blu Radio, el denunciante Luis Carlos Rúa habría sido amenazado de muerte por parte de la edilesa Dora Buitrago, simpatizante y autoproclamada beneficiaria de las ayudas de la alcaldía de Pereira, al parecer luego de un live en que Gallo mencionara al denunciante. Ello, un día después del live del Alcalde. No obstante, luego de recibir el rechazo de múltiples ciudadanos en redes sociales y llamadas de medios a razón de sus amenazas, la edilesa presentó una disculpa pública, lo que al parecer evitó que el amenazado interpusiera denuncia penal en su contra.